# Арсов, Радослав
Радослав Арсов (болг. Радослав Арсов; род. 11 октября 1971, София, Болгария) — болгарский волейболист и волейбольный тренер.

## Биография
Родился и начал заниматься волейболом в Софии. В 1990—1995 выступал за местную «Славию», в составе которой дважды становился призёром чемпионатов Болгарии и дважды — обладателем Кубка страны. С 1995 на протяжении 10 лет играл за клубы Израиля, Греции, Франции, Германии и России. Выигрывал «золото» чемпионатов Греции и Германии.
В 1991 году в составе молодёжной сборной Болгарии Арсов стал победителем молодёжного чемпионата мира, а в 1995, выступая уже за главную национальную команду, участвовал в чемпионате Европы, проходившем в Греции, где его сборная заняла 4-е место.
В 2005 году Арсов начал тренерскую карьеру и до 2013 года (с перерывом) работал наставником мужских французских команд из Лиона и Тулона. В 2010—2011 был одним из тренеров мужской молодёжной сборной Болгарии, которая на чемпионате Европы 2010 выиграла серебряные награды.
С 2013 года Арсов работает с женскими командами. В 2013—2015 входил в тренерский штаб женской национальной сборной Болгарии, являясь ассистентом итальянца Аббонданцы, а затем серба Нешича. С 2014 года на протяжении 8 сезонов работал во Франции. В 2014—2016 — главный тренер команды «Марк-ан-Барёль» (в этот же период за неё выступала и его жена Елена Арсова), а с 2016 — команды «Вандёвр-Нанси».
В 2022 году приглашён в Россию, где возглавил команду «Локомотив»-2 из Калининграда, а в октябре 2023 после отставки Константина Сиденко назначен исполняющим обязанности главного тренера уже основной команды клуба, выступающей в суперлиге чемпионата России. По окончании сезона Арсов по семейным обстоятельствам покинул «Локомотив».

## Игровая карьера

### Клубная
- 1990—1995 —  «Славия» (София);
- 1995—1996 —  «Маккаби» (Тель-Авив);
- 1998—1999 —  «Комотинис» (Комотини);
- 1999—2000 —  «Тур»;
- 2000—2001 —  «Олимпиакос» (Пирей);
- 2001—2002 —  «Фридрихсхафен»
- 2002—2003 —  «ЗСК-Газпром» (Сургут);
- 2003—2005 —  «Нарбон».

### Со сборными
- 1990—1991 —  молодёжная сборная Болгарии;
- 1995 —  сборная Болгарии.

## Тренерская карьера

### С мужскими командами
- 2005—2007 —  «ASUL Лион» (Лион) — главный тренер;
- 2007—2008 —  «Тулон Прованс» (Тулон) — главный тренер;
- 2010—2011 —  молодёжная сборная Болгарии — тренер;
- 2010—2013 —  «Тулон Прованс» (Тулон) — главный тренер;

### С женскими командами
- 2013—2015 —  сборная Болгарии — тренер;
- 2014—2016 —  «Марк-ан-Барёль» — главный тренер;
- 2016—2022 —  «Вандёвр-Нанси» — главный тренер;;
- 2022—2023 —  «Локомотив»-2 (Калининград) — главный тренер;
- 2023—2024 —  «Локомотив» (Калининград) — главный тренер.
- с 2024 —  «Левски» (София) — главный тренер.

## Игровые достижения

### Клубные
- серебряный (1995) и бронзовый (1994) чемпионатов Болгарии.
- двукратный победитель розыгрышей Кубка Болгарии — 1994, 1995.
- серебряный призёр чемпионата Израиля 1996.
- серебряный призёр розыгрыша Кубка Франции 2000.
- чемпион Греции 2001.
- победитель розыгрыша Кубка Греции 2001.
- обладатель Суперкубка Греции 2000.
- чемпион Германии 2002.
- победитель розыгрыша Кубка Германии 2002.

### Со сборными Болгарии
- чемпион мира среди молодёжных команд 1991
- участник чемпионата Европы 1995 (4-е место).

## Тренерские достижения
- серебряный призёр чемпионата России 2024.
- бронзовый призёр чемпионата России среди команд высшей лиги «А» 2023.

## Семья
Жена — волейболистка Елена Арсова (род. 1975). Дочери — Элина (род. 2006), Ралина (род. 2012).